# 利伯蒂鎮區 (堪薩斯州林縣)
利伯蒂鎮區（英語：Liberty Township）為美國堪薩斯州林縣轄下的鎮區。2010年美国人口普查中該鎮區人口有968人。

## 地理
利伯蒂鎮區涵蓋總面積為166.63平方（64.34平方英里），其中165.71平方（63.98平方英里）為陸地，0.92平方（0.36平方英里）或0.55%為水域。海拔高度307（1,007英尺）。

## 人口統計
根據2010年美國人口普查，利伯蒂鎮區人口有968人，住房406戶，人口密度為5.81人/每平方公里。此鎮區居民之種族中，白人有945人，非裔美國人有5人，美洲原住民有2人，亞裔美國人有3人，太平洋島裔美國人有0人，其他種族有1人，混血種族則有12人。此外此鎮區有28人為西班牙裔或拉丁裔美國人。